# Mühlbach (Gemeinde Groß Gerungs)
Mühlbach ist eine Ortschaft und eine Katastralgemeinde der Stadtgemeinde Groß Gerungs im Bezirk Zwettl in Niederösterreich.

## Geschichte
Laut Adressbuch von Österreich waren im Jahr 1938 in Mühlbach ein Müller, ein Wagner und einige Landwirte ansässig.

## Siedlungsentwicklung
Zum Jahreswechsel 1979/1980 befanden sich in der Katastralgemeinde Mühlbach insgesamt 24 Bauflächen mit 8.879 m² und 1 Gärten auf 248 m², 1989/1990 gab es 24 Bauflächen. 1999/2000 war die Zahl der Bauflächen auf 61 angewachsen und 2009/2010 bestanden 38 Gebäude auf 59 Bauflächen.

## Bodennutzung
Die Katastralgemeinde ist landwirtschaftlich geprägt. 118 Hektar wurden zum Jahreswechsel 1979/1980 landwirtschaftlich genutzt und 140 Hektar waren forstwirtschaftlich geführte Waldflächen. 1999/2000 wurde auf 113 Hektar Landwirtschaft betrieben und 145 Hektar waren als forstwirtschaftlich genutzte Flächen ausgewiesen. Ende 2018 waren 104 Hektar als landwirtschaftliche Flächen genutzt und Forstwirtschaft wurde auf 146 Hektar betrieben. Die durchschnittliche Bodenklimazahl von Mühlbach beträgt 14,1 (Stand 2010).